# دي إس 3
سيتروين دي إس 3 هي سيارة صغيرة من صناعة سيتروين أنتجت في 2009.

## وصلات خارجية
- الموقع الرسمي